# Heinrich Maey
Heinrich Maey (* 22. Juni 1829 in Wartenburg in Ostpreußen; † 27. April 1908 in Zürich) war ein deutscher Eisenbahn-Ingenieur. Von 1866 bis 1879 war er Oberingenieur für das Maschinenwesen der Schweizerischen Nordostbahn und trug zur Förderung des schweizerischen Eisenbahnwesens bei.

## Leben
Heinrich Maey wurde 1829 in Wartenburg in Ostpreußen geboren. Nach dem Besuch der Schule in seiner Geburtsstadt und dem Gymnasium in Memel absolvierte er sein Studium als Maschinenbauingenieur an der Technischen Hochschule Berlin. Nach längerem Einsatz im Fahrdienst auf den Lokomotiven der Preußischen Ostbahn wurde er dort Ingenieur für den Lokomotivbetrieb. Später bekam er den Posten des Maschinenmeisters der Oppeln-Tarnowitzer Eisenbahn-Gesellschaft (OTE). 1866 ging er als Maschinenmeister und Oberingenieur zur Schweizerischen Nordostbahn (NOB) nach Zürich, wo er sich 13 Jahre lang sehr für die Entwicklung des schweizerischen Eisenbahnwesens engagierte. 1879 übernahm Maey die Vertretung der Krupp-Gussstahlfabrik in Essen für die Schweiz, eine Stellung, die er bis zu seinem Tode innehatte.
Er war ein sehr aktives Mitglied im Schweizerischen Ingenieur- und Architektenverein in Zürich, wo er unter anderem 1874 an der Gründung des Vereinsorganes „Eisenbahn“ (spätere Schweizerische Bauzeitung) großen Anteil hatte.

## Veröffentlichungen
Neben zahlreichen Beiträgen und Aufsätzen im Vereinsorgan „Eisenbahn“ erschienen folgende Bücher:
- Die Beheizung der Eisenbahnwagen mit spezieller Bezugnahme auf die Luftheizung Maey-Pape der schweizerischen Industriegesellschaft in Neuhausen bei Schaffhausen. Meyer & Zeller Verlag, Zürich, 1880
- Betrachtungen über die Lokomotiven der Jetztzeit für Eisenbahn mit Normalspur. C. W. Kreidel’s Verlag, Wiesbaden, 1884